# Lukoil
Công ty dầu khí PJSC Lukoil (tiếng Nga: Лукойл Luko ) là một công ty năng lượng đa quốc gia của Nga có trụ sở tại Moscow, chuyên kinh doanh khai thác, sản xuất, vận chuyển, tiêu thụ dầu mỏ, khí đốt tự nhiên, và các sản phẩm dầu khí. Nó được thành lập vào năm 1991 khi sáp nhập 3 công ty nhà nước tại Khanti-Mansi ở miền tây Siberia bao gồm Langepasneftegaz, Urayneftegaz và Kogalymneftegaz. Tên của công ty LUK là sự kết hợp tên viết tắt của các thành phố sản xuất dầu mỏ là Langepas, Uray, Kogalym. 
Lukoil là công ty lớn thứ hai ở Nga sau Gazprom và là doanh nghiệp ngoài quốc doanh lớn nhất nước Nga về doanh thu (₽ 4,744 tỷ đồng). Trên bình diện quốc tế, đây là một trong những nhà sản xuất dầu thô lớn nhất toàn cầu. Năm 2012, công ty sản xuất 89.856 triệu tấn dầu (1,813 triệu thùng) mỗi ngày. Công ty có hoạt động và các công ty con tại hơn 40 quốc gia trên thế giới.

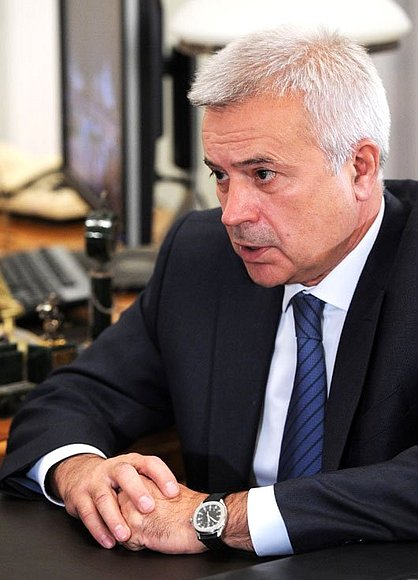
Vagit Alekperov, CEO và người sáng lập của Lukoil

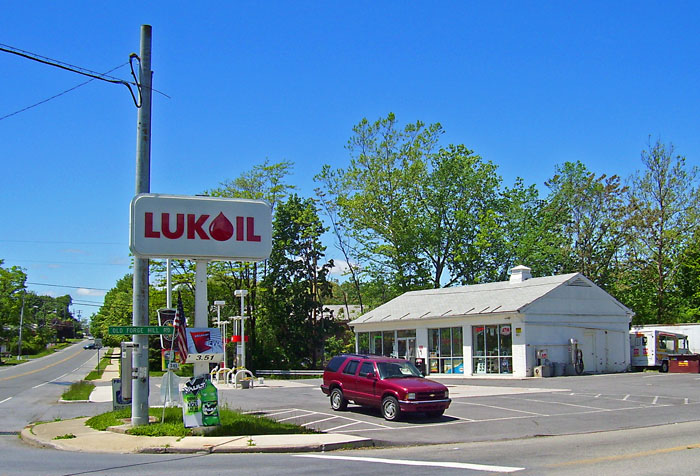
Một trạm Lukoil ở Cổng Vails, New York, Hoa Kỳ

## Hoạt động

#### Các mỏ dầu lớn
| Cấp  | Cánh đồng              | Sản xuất tính đến năm 2007 (nghìn tấn) |
| ---- | ---------------------- | -------------------------------------- |
| 1    | Tevlinsko-Russkinskoye | 9,486                                  |
| 2    | Vatyeganskoye          | 8,086                                  |
| 3    | Povkhovskoye           | 6.183                                  |
| 4    | Hạt dẻ                 | 3,582                                  |
| 5    | Yuzhno-Yagunskoye      | 3,142                                  |
| 6    | Kharyaga               | 2.874                                  |
| 7    | Kogalym                | 2.793                                  |
| số 8 | Pamyatno-Sasovskoye    | 2,464                                  |
| 9    | Urievskoye             | 2.227                                  |
| 10   | Hoa Kỳ                 | 2,113                                  |

### Hóa dầu

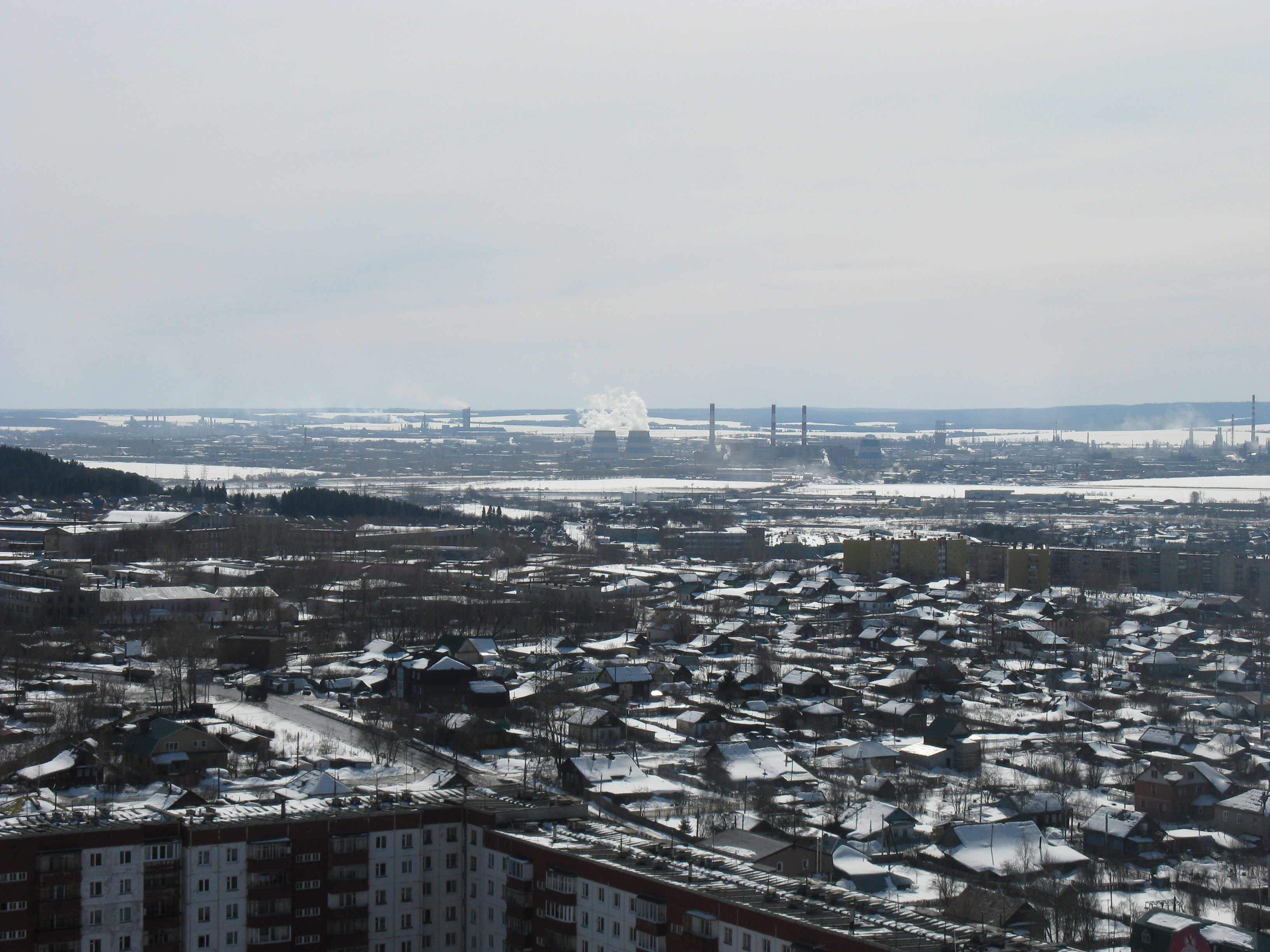
Nhà máy lọc dầu Lukoil ở Perm

| Quốc gia | Tên                                         | Vị trí           | Ra mắt   | Mua    | Công suất, mln tpa |
| -------- | ------------------------------------------- | ---------------- | -------- | ------ | ------------------ |
| Nga      | Lukoil-Nizhegorodnefteorgsintez             | Kstovo           | 1958     | 2000   | 15.0               |
| Nga      | Lukoil-Permnefteorgsintez                   | Perm             | 1958     | 1991   | 12,0               |
| Nga      | Lukoil-Volgogradneftepererabotka            | Volgograd        | 1957     | 1991   | 9,9                |
| Nga      | Lukoil-Ukhtaneftepererabotka                | Anh              | 1934     | 2000   | 3.7                |
| Ukraine  | Lukoil-Odessky Neftepererabatyvayuschiy zAV | Thành phố        | 1937     | 1999   | 3.6                |
| Bulgaria | Bánh mì kẹp thịt Lukoil Neftochim           | Bánh mì kẹp thịt | 1964     | 1999   | 7,5                |
| Romania  | Nhà máy lọc dầu Petrotel Lukoil             | Ploieşti         | 1904     | 1998   | 2.4                |
| Ý        | ISAB                                        | Priolo Gargallo  | 1975     | 2008 * | 16.0               |
| Hà Lan   | TRN                                         | Vlissingen       | Năm 1973 | 2009 * | 7,9 *              |

### Bán hàng

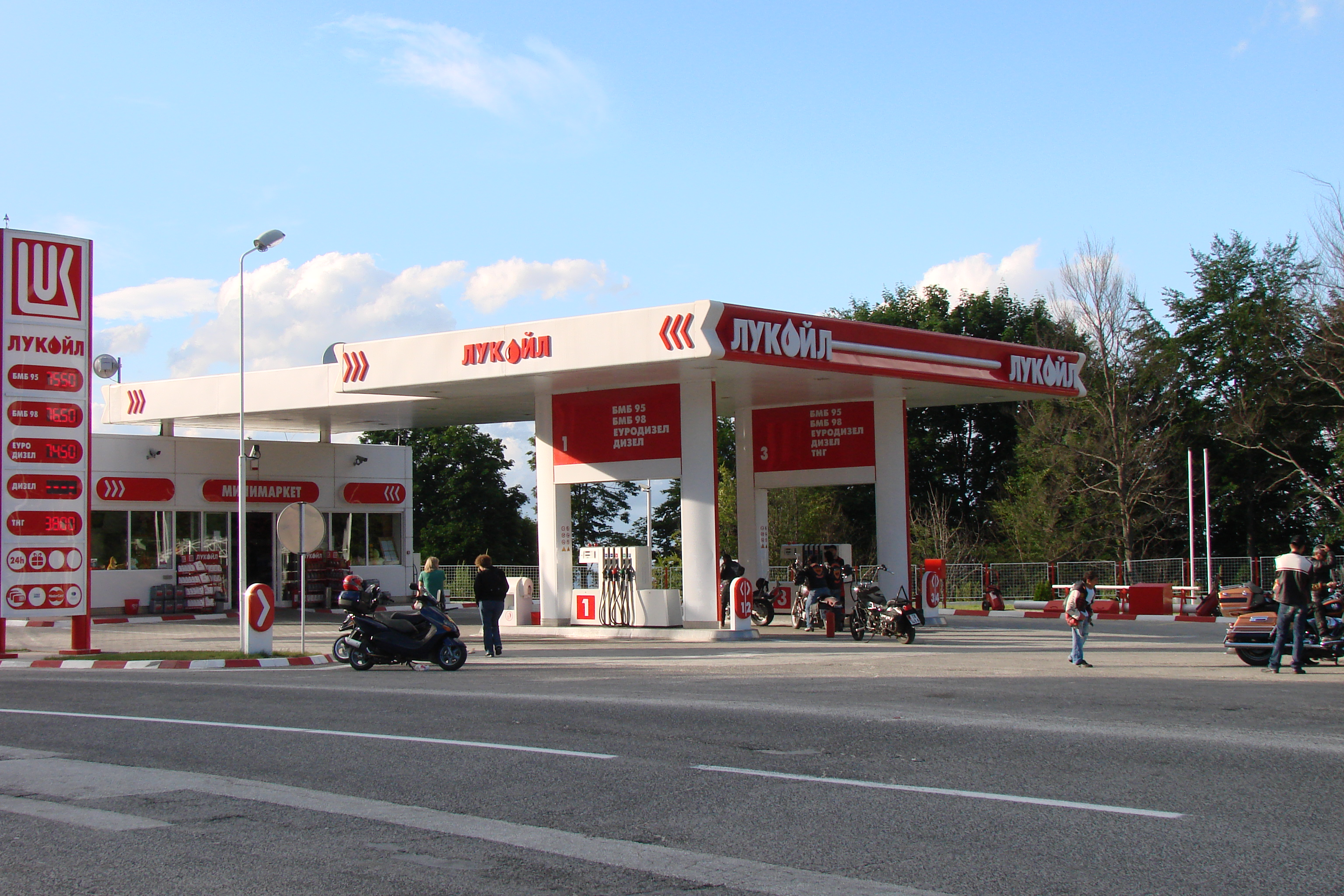
Một trạm xăng Lukoil ở Macedonia

Lukoil kinh doanh xăng dầu ở 59 khu vực của Nga và 17 quốc gia khác, cả CIS và phương Tây: Azerbaijan, Belarus, Bỉ (thông qua công ty con Jet cho đến cuối năm 2008, kể từ khi đổi tên thành Lukoil), Bulgaria, Croatia (được điều hành bởi Lukoil Croatia, nhưng dưới tên thương hiệu "Europa-Mil"), Phần Lan (Teboil), Georgia, Ý, Luxembourg, Macedonia, Moldova, Montenegro, Hà Lan, Romania, Serbia, Thổ Nhĩ Kỳ và Hoa Kỳ. Tính đến tháng 1 năm 2014, công ty có 166 nơi lưu trữ và 5,867 trạm nạp nhiên liệu.
Việc bán lẻ các sản phẩm dầu được thực hiện phần lớn dưới nhãn hiệu Lukoil. Ở Mỹ, một phần của các trạm nhiên liệu của công ty hoạt động dưới nhãn hiệu Mobil và trước đây là nhãn hiệu Getty. 

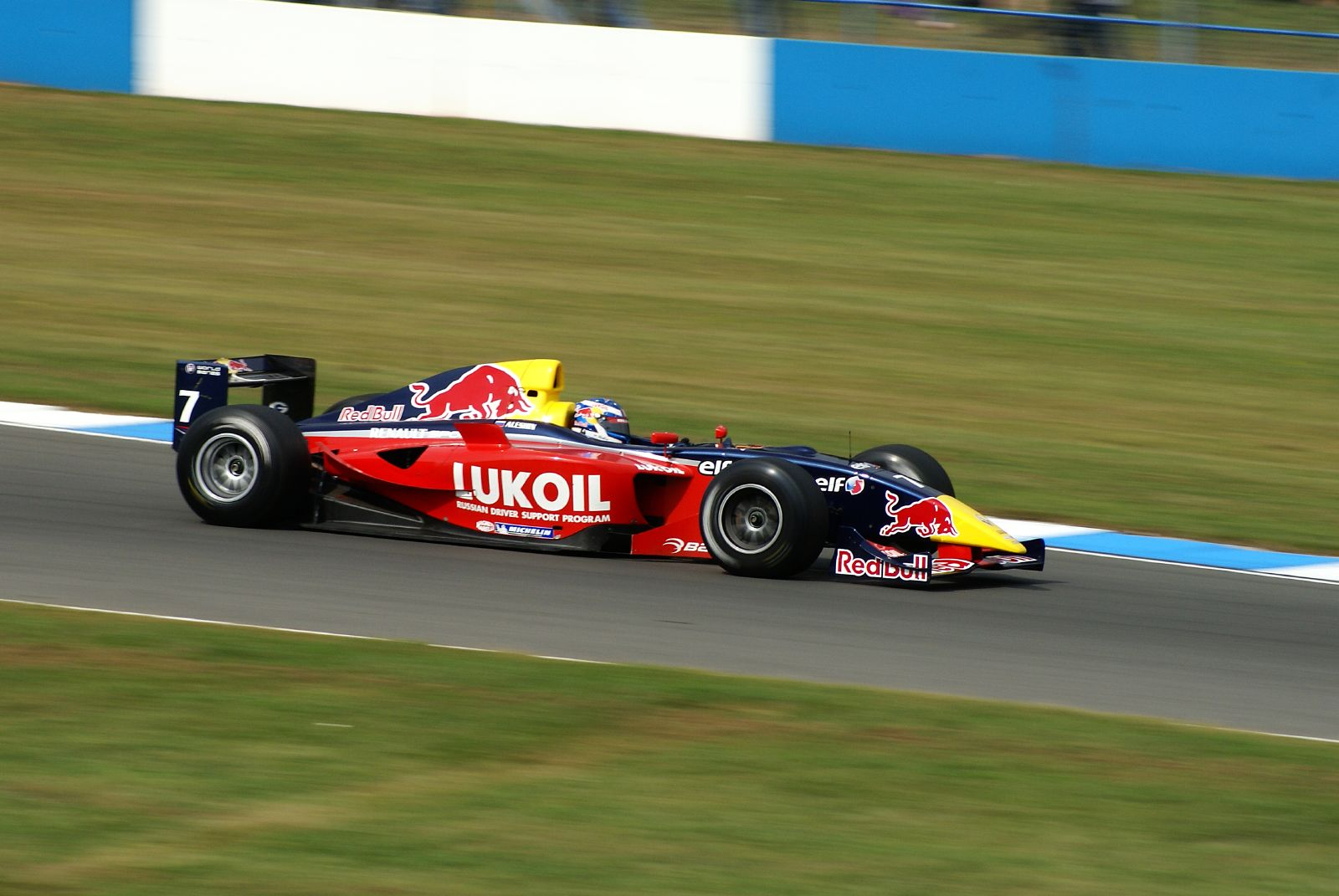
Mikhail Aleshin lái chiếc xe được tài trợ bởi Lukoil trong Formula Renault 3.5 Series

### Cổ đông
Vào tháng 7 năm 2010, các nhà quản lý hàng đầu của công ty sở hữu cổ phần lớn nhất (hơn 30%) cổ phần của công ty: CEO Vagit Alekperov sở hữu 20,6% và phó chủ tịch Leonid Fedun sở hữu 9,8%. Công ty dầu mỏ ConocoPhillips của Mỹ sở hữu 19,21% nhưng do khó khăn tài chính, đã rút hoàn toàn khỏi của Lukoil, bán cổ phần và một phần cho chính Lukoil vào tháng 2 năm 2011. Các cổ phiếu còn lại được giao dịch tự do tại Sở giao dịch chứng khoán London, Frankfurt Sở giao dịch chứng khoán, Hệ thống giao dịch Nga và Sở giao dịch tiền tệ liên ngân hàng Moscow. Vốn hóa thị trường của công ty là 60,4 tỷ đô la tính đến tháng 6 năm 2018.

### Quản lý

#### Giám đốc điều hành
- 1993 Hiện tại: Vagit Alekperov

#### Ban giám đốc
Danh sách các giám đốc được bầu vào ngày 21 tháng 6 năm 2018:
- Valery Grayfer - Chủ tịch hội đồng quản trị
- Vagit Alekperov - CEO [11]
- Valery Grayfer
- Ravil Maganov
- Victor Blazheev
- Igor Ivanov
- Roger Munnings
- Toby Gati
- Richard Matzke
- Hình ảnh Ivan
- Lyubov Khoba
- Leonid Fedun

### Công ty con

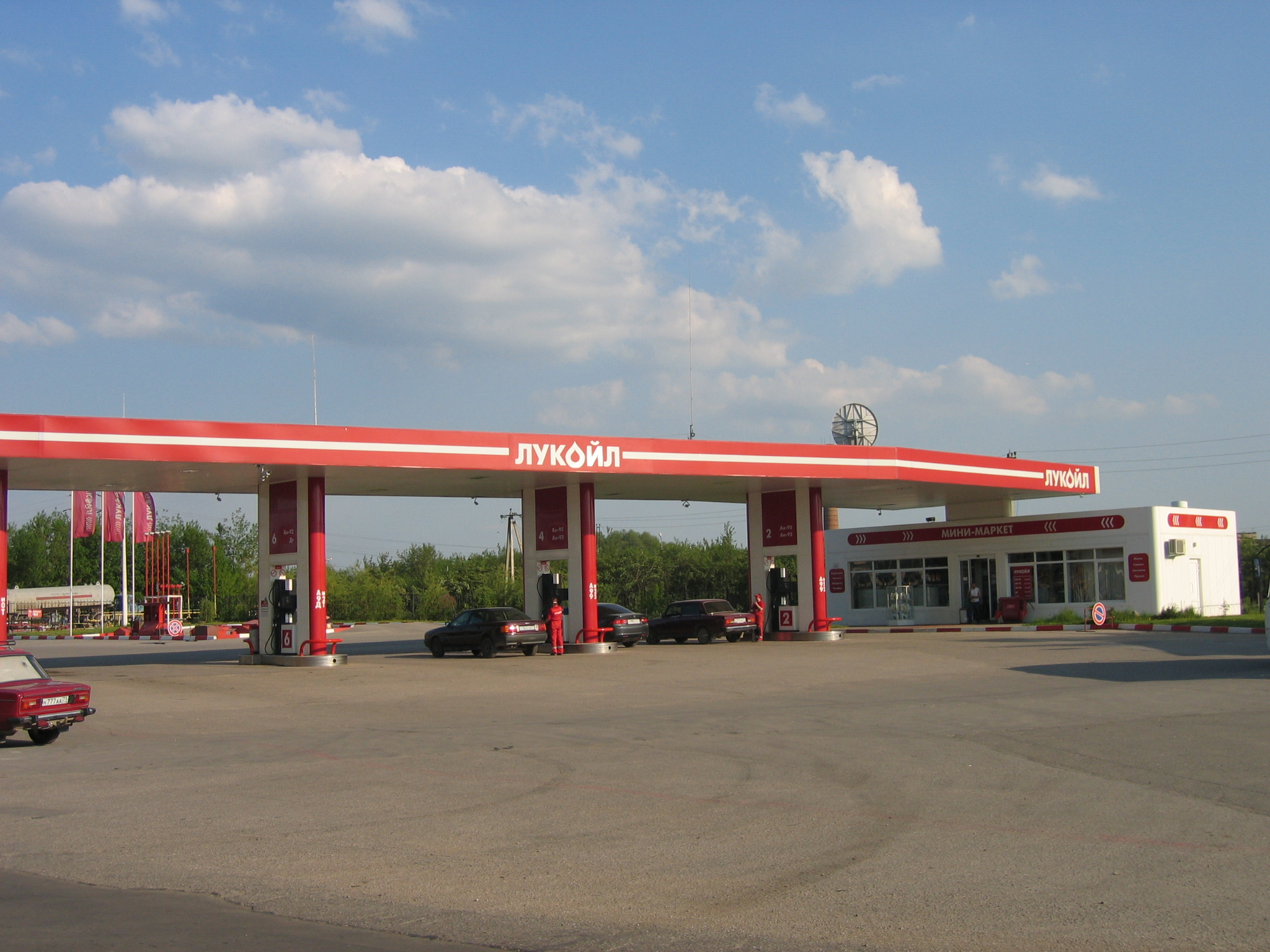
Một trạm xăng Lukoil ở Tula, Nga

Công ty "Lukoil" sở hữu cổ phần kiểm soát hoặc kiểm soát các tổ chức chính sau: 
- Lukoil-Western Siberia
- Lukoil Centernefteproduct
- Lukoil-Volganefteproduct
- Lukoil-KaliningradMorneft (Kaliningrad)
- Lukoil-Komi
- Lukoil Neftechim
- Lukoil-Nizhnevartsk milling factory
- Lukoil Chernozemchenefteproduct
- Lukoil-Nizhnevarq Neft
- Lukoil Overseas Holding Ltd. (Perm)
- Lucoil-Permeagnophosphoretic Acid
- Lukoil-Permnefteproduct
- Lukoil-Perm
- Lukoil-Severo-Zapadnefteproduct
- Lukoil-Severnefteproduct
- Lukoil-Ukraine
- Lukoil-Energogas
- Lukoil-Yugnefteproduct
- Lukoil Americas Corporation
- LITASCO
- Lukoil Bulgaria ЕООД
- Lukoil Macedonia Ltd.
- Lukoil Croatia
- Lukoil Serbia AD
- Lukoil-Engineering
- Lukoil-Inform
- Lukoil-Energosethy
- Lukoil-Uralnefteproduct
- Lukoil-Uhtanepoparerepotka
- Lukoil-Ecoenergo
- Lukoil-Rostovenergo
- Lukoil-Energoinjing
- Lukoil-TsUR
- Lukoil-Astrakhanenergo
- Lukoil-Kubanenergo
- Lukoil-Volgogradenergo
- Lukoil-TTK
- RITEK
- Trade house "Lukoil"
- Lukoil-Inter-Card
- Lukoil Czech Republic s. r. o (Prague, Cộng hòa Séc),
- Lukoil-Belorussia (Minsk, Belarus),
- Lukoil-Baltija (Litva)
- Lukoil-Belgium N.V. (Bỉ)
- Lukoil-Reservnnefteproduct
- Arkhangelskgeolaspredka (Arkhangelsk)